# Vestvågøy
Vestvågøy è un comune norvegese della contea di Nordland. Il territorio comunale coincide con l'isola di Vestvågøya.